# اودورو دایسوساسن
اودورو دایسوساسن (انگلیسی: Bayside Shakedown) یک فیلم سینمای ژاپن محصول ۱۹۹۸ است.